# Комърс (град, Калифорния)
Комърс (на английски: Commerce) е град в окръг Лос Анджелис, щата Калифорния, САЩ. Комърс е с население от 12568 жители (2000) и обща площ от 17,02 km². Намира се на 43 m надморска височина. ЗИП кодовете му са 90022, 90023, 90040, 90091, а телефонният му код е 323.